# Zhaoyuan (Yantai)
Koordinaten: 37° 22′ N, 120° 24′ O

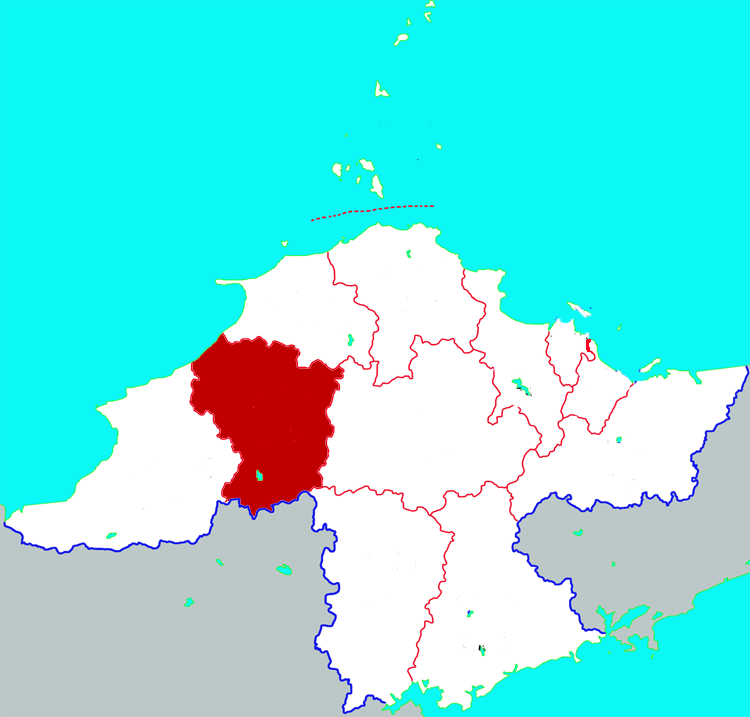
Lage von Zhaoyuan innerhalb von Yantai

Die kreisfreie Stadt Zhaoyuan (chinesisch 招遠市 / 招远市, Pinyin Zhāoyuǎn Shì) gehört zum Verwaltungsgebiet der bezirksfreien Stadt Yantai auf der Jiaodong-Halbinsel im Nordosten der ostchinesischen Provinz Shandong. Zhaoyuan hat eine Fläche von 1.433 km² und 566.244 Einwohner (Stand: Zensus 2010).
Das Territorium von Zhaoyuan ist hügelig und wird vom Jiaodong-Hügelland geprägt. Die wichtigsten Flüsse sind Dagu He und Jie He. Die Jahresdurchschnittstemperatur liegt bei 11,5 °C, pro Jahr fallen etwa 671 mm Niederschlag. Zhaoyuan hat natürliche Vorkommen von Gold, Silber, Fluorit, Quarz, Kupfer und Eisen; das größte Goldgewinnung auf Kreisebene Chinas befindet sich in Zhaoyuan. Darüber hinaus gibt es zahlreiche heiße Quellen.
Mit der jungsteinzeitlichen Yangjia-Stätte und der Hanqucheng-Stätte sowie der Banxian-Höhle liegen einige Kulturdenkmäler der Provinz Shandong in Zhaoyuan. Weitere Attraktionen für Besucher sind der Luoshan-Nationalpark, die zahlreichen heißen Quellen und Ferienanlagen an der Meeresküste.

## Administrative Gliederung
Auf Gemeindeebene setzt sich das Territorium der Stadt aus fünf Straßenvierteln und neun Großgemeinden zusammen. Diese sind:
- Straßenviertel Luofeng (罗峰街道);
- Straßenviertel Quanshan (泉山街道);
- Straßenviertel Mengzhi (梦芝街道);
- Straßenviertel Wenquan (温泉街道);
- Straßenviertel Daqinjia (大秦家街道);
- Großgemeinde Xinzhuang (辛庄镇);
- Großgemeinde Canzhuang (蚕庄镇);
- Großgemeinde Jinling (金岭镇);
- Großgemeinde Biguo (毕郭镇);
- Großgemeinde Linglong (玲珑镇);
- Großgemeinde Zhangxing (张星镇);
- Großgemeinde Xiadian (夏甸镇);
- Großgemeinde Fushan (阜山镇);
- Großgemeinde Qishan (齐山镇).

Der Regierungssitz der Stadt befindet sich im Straßenviertel Luofeng.